# لیائودونگ گون
لیائودونگ گون (چینی: 遼東郡؛ انگلیسی: Liaodong Commandery) یک گون در امپراتوری چین بود که از دوره ایالت‌های جنگ‌طلب تا دودمان‌های شمالی و جنوبی وجود داشت. این گون در لیائونینگ امروزی، در شرق رود لیائو واقع شده بود.